# Sebastes goodei
Sebastes goodei ist eine Stachelkopfart die an der nordamerikanischen Ostpazifikküste verbreitet ist und in den Gewässern vor der kanadischen Provinz British Columbia (wie im Queen Charlotte Sound) bis zur mexikanischen Magdalena-Bucht an der Küste des Bundesstaates Baja California Sur anzutreffen ist.

## Merkmale
Sebastes goodei wird maximal 56 cm lang. Die Färbung variiert zwischen einem pinken Rotton und Kupferrot, die Unterseite ist weiß. Die weiße Seitenlinie verläuft in einer hellroten oder pinken Zone. Die Flossen sind pink, der weichstrahlige Teil der Rückenflosse und die Schwanzflosse dunkel. Die Tiere besitzen insgesamt dreizehn Rückenflossenstacheln und eine Zahl von 13 bis 16 Rückenflossenweichstrahlen. Die vergleichsweise kleine Afterflosse besitzt drei Stacheln und 7 bis 9 Weichstrahlen. Das Rückgrat ist aus 26 Wirbeln aufgebaut. Die Oberseite des Kopfes ist von kleinen Stacheln bedeckt. Der Raum zwischen den Augen ist konvex und breit. Der Unterkiefer hat an seiner Spitze einen vorstehenden Knopf, nach hinten reicht er bis unter den Augenmittelpunkt.

## Ökologie

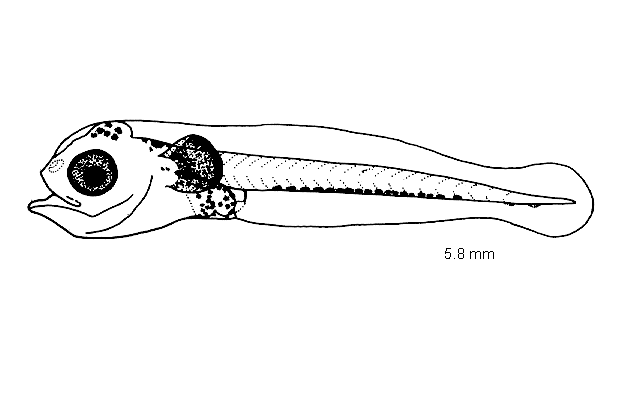
Eine Larve von S. goodei.

Die Art lebt in der Küstenregion, auch im Brackwasser, in Tiefen ab dem Oberflächenbereich bis in ca. 425 Metern Tiefe in Grundnähe. Frequentiert werden harte Felsengründe genauso wie weicher Sand- und Schlammboden. 
Geschlechtsreif werden die Tiere ab einer Länge von rund 30 Zentimetern, die nach derzeitigem Wissensstand maximal erreichbaren Körpermaße sind in der Länge 56 Zentimeter, im Gewicht 1540 Gramm und im Alter 35 Jahre. Die Art ist vivipar, die Larven leben planktonisch.
Im Ernährungsspektrum findet man Krillkrebse, kleinere Tintenfische und Kleinfische.

## Wirtschaftliche Bedeutung
Die Art wird kommerziell wie auch von Sportfischern befischt, das Fleisch wird für den menschlichen Verzehr in einer der Nutzung des Rotbarsches vergleichbaren Weise genutzt.